# Camponotus raphaelis
Camponotus raphaelis é uma espécie de inseto do gênero Camponotus, pertencente à família Formicidae.